# Davenport (Iowa)
Davenport és una població dels Estats Units a l'estat d'Iowa. Segons el cens del 2008 tenia 100.827 habitants.

## Fills il·lustres
- Florizel von Reuter (1893-1985) violinista, compositor i pedagog.

## Demografia
Segons el cens del 2000, Davenport tenia 98.359 habitants, 39.124 habitatges, i 24.804 famílies. La densitat de població era de 604,8 habitants per km².
Dels 39.124 habitatges en un 31,8% hi vivien nens de menys de 18 anys, en un 46% hi vivien parelles casades, en un 13,4% dones solteres, i en un 36,6% no eren unitats familiars. En el 29,5% dels habitatges hi vivien persones soles el 9,4% de les quals corresponia a persones de 65 anys o més que vivien soles. El nombre mitjà de persones vivint en cada habitatge era de 2,44 i el nombre mitjà de persones que vivien en cada família era de 3,03.
Per edats la població es repartia de la següent manera: un 26,2% tenia menys de 18 anys, un 10,7% entre 18 i 24, un 30,1% entre 25 i 44, un 20,9% de 45 a 60 i un 12,1% 65 anys o més.
L'edat mediana era de 34 anys. Per cada 100 dones de 18 o més anys hi havia 90,9 homes.
La renda mediana per habitatge era de 37.242 $ i la renda mediana per família de 45.944 $. Els homes tenien una renda mediana de 34.153 $ mentre que les dones 24.634 $. La renda per capita de la població era de 18.828 $. Entorn del 10,5% de les famílies i el 14,1% de la població estaven per davall del llindar de pobresa.

## Poblacions més properes
El següent diagrama mostra les poblacions més properes.